# NGC 2115
NGC 2115 (= PGC 18001) è una vasta galassia lenticolare situata nella costellazione del Pittore, a una distanza di circa 341 milioni di anni luce dalla nostra Via Lattea.

## Scoperta
La galassia è stata scoperta il 4 gennaio 1837 dall'astronomo britannico John Herschel.

## Descrizione
Nelle immagini, NGC 2115 (PGC 18001) appare in posizione molto ravvicinata rispetto a PGC 18002. Questa seconda galassia ha una magnitudine di 15,1 è quindi non può essere stata osservata da Herschel con la strumentazione a sua disposizione. La velocità radiale delle due galassie è pressoché eguale, per cui esse sono ragionevolmente in interazione gravitazionale tra loro e formano quindi una coppia di galassie.
In alcuni database, come NASA/IPAC, vengono pertanto identificate anche come NGC 2115A e NGC 2115B.